# Jean de Stratford
Jean de Stratford (en anglais : John (de) Stratford), né vers 1275 et mort le 23 août 1348, est un important ecclésiastique anglais, devenu évêque de Winchester, puis archevêque de Canterbury. Issu d'une famille au sein de laquelle plusieurs membres sont destinés à une carrière ecclésiastique, il obtient plusieurs charges au sein du clergé et intègre l'administration du roi Édouard II, pour lequel il accomplit plusieurs missions diplomatiques et qu'il représente à certaines occasions. Stratford s'attire pourtant l'inimitié du souverain lorsqu'il est choisi en 1323 comme évêque de Winchester malgré son désaccord. S'il continue à le servir pendant les années suivantes, l'hostilité du roi le pousse cependant à soutenir activement sa déposition en 1327.
Pendant la minorité d'Édouard III, Jean de Stratford devient un membre du conseil royal, mais ses hautes fonctions politiques datent de 1330, au moment où le roi écarte des affaires son régent Roger Mortimer. Pendant les dix années qui suivent, il est l'un des membres prééminents de l'administration royale et acquiert une influence considérable sur le roi, qui le récompense de sa fidélité en soutenant sa candidature au poste d'archevêque de Canterbury en 1333. Malgré son nouveau poste qui lui procure une autorité considérable au sein du clergé anglais, Stratford continue à s'impliquer dans des missions diplomatiques, en particulier celles qui sont liées au début de la guerre de Cent Ans en 1337, au cours de laquelle il fournit une aide financière et morale au roi.
Mais un revers anglais au cours du conflit en 1340 mécontente grandement Édouard III qui, de retour de son expédition, s'en prend violemment à la gestion du financement du conflit par Stratford. Les deux hommes s'opposent violemment pendant plusieurs mois, où ils se lancent de nombreuses accusations, l'archevêque rejetant pour sa part la taxation qu'impose le roi au clergé anglais. Finalement, le souverain et le prélat se réconcilient au cours de l'année 1341 et Stratford réintègre rapidement le conseil royal, même s'il a perdu une bonne partie de l'influence politique qu'il détenait avant la crise. Progressivement éloigné des affaires du gouvernement en raison de son âge, Jean de Stratford se retire dans son diocèse et meurt en 1348.

## Biographie

### Origines, début de carrière et élection à l'évêché de Winchester
Jean de Stratford naît vraisemblablement à Stratford-upon-Avon, dans le Warwickshire. Il est l'un des fils de Robert de Stratford et de son épouse Isabel. Son père aurait été un riche citoyen, le cofondateur et le premier maître de l'hôpital de St Cross à Stratford, mais en raison du titre prestigieux de maître d'hôpital et des nombreux prérequis qu'il implique (notamment le fait d'être célibataire), cette assertion semble peu recevable. Plusieurs membres de la famille de Jean de Stratford se lancent comme lui dans une carrière ecclésiastique : son frère Robert (en), son neveu Ralph (en) et son parent Thomas (en) deviendront respectivement évêques de Chichester, de Londres et archidiacre de Gloucester, tandis que son frère Henry (en) intégrera la chancellerie royale. Contrairement à certaines sources, il ne semble pas que Jean ait étudié au Merton College à l'Université d'Oxford, même si l'on pense qu'il a plutôt fréquenté le Balliol College, auquel il fera d'ailleurs référence dans son testament. Avant 1312, il obtient un doctorat en droit et entre au service du prieuré de la cathédrale de Worcester. Avant 1317, il devient recteur de l'église de la Sainte-Trinité de Stratford-upon-Avon et sert comme official de John Dalderby (en), évêque de Lincoln. Après la mort de Dalderby le 12 janvier 1320, Jean est désigné comme son exécuteur testamentaire, puis entre au service de Walter Reynolds, archevêque de Canterbury. Au début des années 1320, il devient doyen des Arches, ce qui lui fournit de nombreux bénéfices, notamment les postes de chanoine aux cathédrales de Lichfield, de Lincoln et d'York et celui d'archidiacre de Lincoln. 
La première trace du service de Jean de Stratford auprès de l'administration royale date du 9 février 1317, lorsqu'il assiste à un conseil royal tenu à Clarendon Palace : on pense d'ailleurs que c'est à ce conseil que Roger Damory, Hugh Audley et William Montagu, les favoris du roi Édouard II, le persuadent de réduire l'influence grandissante de son cousin et vassal Thomas de Lancastre, 2e comte de Lancastre et chef de l'opposition baronniale, et que l'enlèvement de l'épouse de ce dernier, Alice de Lacy, est planifié par John de Warenne, 7e comte de Surrey. Comme de nombreux autres hommes de loi, Jean est convoqué aux Parlements qui siègent à York en octobre 1318, en mai 1319 et en janvier 1320. Le 19 juin 1320, il embarque avec Édouard II et son épouse Isabelle pour la France lorsque le roi d'Angleterre vient rendre hommage à Amiens au roi Philippe V le Long pour les possessions qu'il détient dans le duché d'Aquitaine. En décembre 1321, il se rend au nom du roi auprès de la curie pontificale en Avignon afin d'obtenir du pape Jean XXII l'élection de son allié Robert Baldock au titre d'évêque de Lichfield, vacant depuis la mort de Walter Langton le mois précédent, mais sa requête se révèle infructueuse. Peu après son retour à York au cours de l'année 1322, Jean de Stratford est renvoyé en Avignon pour un an afin de soumettre au souverain pontife diverses requêtes royales, comme la fondation du prieuré dominicain de Kings Langley et la participation royale au prélèvement de la dîme demandée par le pape auprès du clergé d'Angleterre.
Jean de Stratford se trouve toujours à la cour pontificale lorsque meurt le 12 avril 1323 Rigaud d'Assier (en), évêque de Winchester. Édouard II essaie d'influer auprès de Jean XXII afin d'obtenir que Baldock le remplace et charge Stratford de défendre sa candidature. Toutefois, le souverain pontife décide le 20 juin de nommer à la place Stratford. Six jours plus tard, ce dernier est consacré par le cardinal Bertrand du Pouget. Le roi est furieux que ses souhaits n'aient pas été respectés et demande sans succès à Archambaud IV de Périgord, à Bernard IV Jourdain de L'Isle-Jourdain et au cardinal Arnaud de Via d'user de leur influence auprès de Jean XXII pour annuler cette décision. Il fait interroger l'évêque à son retour en Angleterre par le juge en chef Geoffrey Scrope et le Lord du sceau privé Robert Ayleston et ordonne en novembre 1323 aux gardiens de plus de 70 ports et aux shérifs de plus de 20 comtés de l'empêcher de s'enfuir, l'accusant de ne pas s'être présenté devant ses représentants et de s'être « retiré par subterfuge ». Au même moment, Édouard II refuse d'accéder à une requête soutenue par Stratford, avec lequel il se déclare « extrêmement en colère » et qu'il décrit comme « infidèle et ingrat ». Par la suite, Stratford doit déclarer qu'il n'a reçu les temporalités de son diocèse que par la grâce spéciale du roi et doit, en garantie de sa fidélité, reconnaître une dette colossale de 10 000 livres. Même s'il est prié par le pape de réconcilier le roi et l'évêque, le favori royal Hugues le Despenser profite de la situation pour extorquer à Stratford 1 000 livres. Finalement, une réconciliation est arrangée en juin 1324.

### Carrière politique sous Édouard II et pendant la minorité d'Édouard III
Cette réconciliation a lieu car Édouard II a besoin des services de Jean de Stratford : en effet, au moment où éclate la guerre de Saint-Sardos avec la France en juillet 1324, le soutien du pape apparaît crucial. De son côté, Jean XXII espère ramener la paix entre Édouard II et Charles IV le Bel. De ce fait, l'évêque de Winchester est missionné à la fin de l'année 1324 en France pour préparer des négociations de paix pour mettre fin à la guerre franco-anglaise. Il joue un rôle de premier plan lors des premières discussions qui précèdent la venue en France de la reine Isabelle, envoyée par son époux le 9 mars 1325 pour adoucir les exigences de son frère Charles. Jean de Stratford, qui semble avoir les mois précédents préconisé l'envoi de la reine, lui rend visite à Poissy le 31 mars. On sait qu'il retourne en Angleterre, avant d'être chargé quelques mois plus tard d'accompagner le futur Édouard III (alors héritier du trône) en France afin que ce dernier y accomplisse l'hommage pour les terres d'Aquitaine à son oncle maternel Charles IV. Désigné avec Walter de Stapledon, évêque d'Exeter, pour mener l'escorte du prince, Jean de Stratford embarque avec lui le 12 septembre 1325 et assiste à la cérémonie d'hommage à Vincennes le 24. Il reçoit par la suite comme instruction de convaincre Isabelle de retourner en Angleterre auprès de son époux, mais la reine, arguant de l'influence désastreuse d'Hugues le Despenser sur le roi, refuse obstinément d'obtempérer face aux injonctions royales à la fin du mois d'octobre. L'évêque de Winchester rentre alors à Douvres le 18 novembre pour expliquer la situation au roi et au Parlement.
Après son retour de France, Jean de Stratford entame sa toute première visite dans son diocèse le 3 février 1326 au prieuré de la cathédrale de Winchester. Lorsqu'a lieu le 24 septembre suivant le débarquement de la reine Isabelle et de son allié Roger Mortimer afin de renverser le régime oppressif d'Édouard II et d'Hugues le Despenser, l'évêque se trouve à ce moment-là au Winchester Palace, situé à Southwark. Le 30 septembre, avec Walter Reynolds et Stephen Gravesend, évêque de Londres, il lit à Londres une bulle papale de 1320 excommuniant les Écossais et s'en sert contre les partisans d'Isabelle. Mais la capitale bascule rapidement dans l'anarchie. Les 13 et 14 octobre, les trois prélats participent avec Walter de Stapledon à une réunion tenue à Lambeth à laquelle sont présents également Hamo Hethe, évêque de Rochester, et Thomas Cobham, évêque de Worcester. Stratford annonce alors qu'il part rejoindre la reine et se trouve à ses côtés à Bristol le 26 octobre lorsque le futur Édouard III est proclamé régent du royaume. Nommé Lord grand trésorier par Isabelle dès le 14 novembre, l'évêque de Winchester passe la Noël avec elle à Wallingford. Au cours du Parlement réuni le 13 janvier 1327 pour prononcer la déchéance d'Édouard II, il rédige les « Articles de déposition » contre le roi. Ensuite, il est l'un de ceux qui visitent le roi en captivité au château de Kenilworth le 20 janvier pour l'inciter à abdiquer en faveur de son fils. Le 28 janvier, Jean de Stratford quitte son poste de trésorier et, quatre jours plus tard, le 1er février, participe au couronnement d'Édouard III.
Immédiatement après la cérémonie, l'évêque de Winchester propose ses services au nouveau gouvernement. Dès le 10 mars 1327, il quitte Douvres et débarque à Wissant, avant de se rendre à Paris en tant que représentant du roi. Le 31 mars, il conclut un nouvel accord avec Charles IV le Bel pour le règlement du conflit de Saint-Sardos : le roi de France laisse aux Anglais la plupart de leurs possessions en Aquitaine, à l'exception de l'Agenais et en échange de 50 000 marcs de pénalité. Pourtant, même s'il est l'un des membres du conseil de régence qui assiste le jeune souverain pendant sa minorité, Jean de Stratford ne tarde pas à entrer en conflit avec la reine Isabelle et son allié Roger Mortimer, dont il critique les pouvoirs qu'ils ne cessent d'accumuler au détriment des autres conseillers du roi. Ainsi, au cours du Parlement tenu à Salisbury en octobre 1328, l'évêque représente Henri de Lancastre, 3e comte de Lancastre, qui est alors devenu le nouveau chef de l'opposition baronniale. Peu après, Stratford est accusé par les partisans d'Isabelle et de Mortimer d'avoir quitté le Parlement prématurément et sans autorisation. Au cours des tensions qui agitent le royaume pendant les mois suivants, le prélat se rend à Londres pour y haranguer les partisans de Lancastre. Il est toutefois contraint de se soumettre à l'autorité d'Isabelle et de Roger Mortimer en janvier 1329 et négocie, avec d'autres éminents membres du clergé, pour que le comte ne soit que condamné à payer une très lourde amende, qui lui évite l'emprisonnement ou l'exécution. Ultérieurement, Stratford ne s'oppose plus au régime des régents.

### Carrière politique sous Édouard III et élection à l'archevêché de Canterbury
Après avoir renversé et fait arrêter Isabelle et Roger Mortimer le 19 octobre 1330 et pris le pouvoir, Édouard III nomme Jean de Stratford Lord grand chancelier le 28 novembre, en remplacement d'Henry Burghersh, évêque de Lincoln. Ce nouveau poste lui permet de prendre en charge de nombreuses tâches au nom du roi, et ce tant dans le cadre de la politique intérieure que de la politique extérieure du royaume. Son frère Robert sert à la même période au sein de l'administration royale en tant que gardien du Grand sceau. En avril 1331, l'évêque de Winchester appartient à la modeste suite qui accompagne Édouard III en France lorsque ce dernier vient renouveler l'hommage au roi Philippe VI de Valois pour ses possessions en Aquitaine. À la fin du mois de mai 1331, il sert comme médiateur dans le conflit qui oppose les moines de l'abbaye de Bury St Edmunds et les habitants de cette même ville. Il conserve un rôle similaire lorsqu'il se rend à Great Yarmouth et y répond aux plaintes des citoyens de la ville. En septembre 1331 et mars 1332, Stratford ouvre en l'absence du roi les Parlements tenus à Westminster. En décembre 1331, puis en avril et mai 1332, il participe à de nouvelles négociations avec le roi de France. Avant décembre 1332, il tombe gravement malade, de sorte qu'il doit se faire représenter au cours du Parlement tenu à York. Le conflit avec l'Écosse se trouve à présent au centre des préoccupations d'Édouard III, et Jean de Stratford demeure actif dans le Nord de l'Angleterre jusqu'au 23 septembre 1333 en prévision d'une potentielle demande de renforts adressée par le roi.
Après la mort de l'archevêque de Canterbury Simon Mepeham le 12 octobre 1333, Jean de Stratford est choisi par le chapitre de Canterbury comme candidat pour lui succéder dès le 3 novembre. Édouard III approuve lui aussi ce choix et obtient dès le 26 novembre l'agrément du pape Jean XXII. Après l'avoir reçu, Stratford est intronisé à Canterbury le 9 décembre 1333. Peu après son intronisation, il retourne à Paris comme envoyé. À son retour en janvier 1334, il commence la première visite de son archidiocèse, où il visite le prieuré de la cathédrale de Canterbury au début du mois de février. Un peu plus tard, cependant, il se rend dans le Nord de l'Angleterre au service du roi. En septembre 1334, il démissionne de son poste de chancelier, mais le 6 juin 1335, il est de nouveau nommé chancelier à York. Jean de Stratford reste au service du roi dans le Nord, à York ou dans les environs de la frontière écossaise, jusqu'en février 1336. À la mi-mars 1336, il tient un synode à la cathédrale Saint-Paul de Londres et participe peu après au Parlement tenu à Westminster. Après la mort subite de Jean d'Eltham, 1er comte de Cornouailles et frère cadet du roi, survenue le 13 septembre 1336, l'archevêque Stratford accompagne la dépouille de ce dernier de Bothwell jusqu'à Londres, où il organise fastueusement son inhumation le 15 janvier 1337 en l'abbaye de Westminster. Le 24 mars 1337, Jean de Stratford abandonne sa charge de chancelier une deuxième fois et la remet à son frère Robert, qui est toutefois remplacé peu après par Richard de Wentworth, futur évêque de Londres.
Même après qu'il a démissionné de son poste de chancelier, Jean de Stratford poursuit son service diplomatique au nom du roi et, en 1338, il se rend en France avec Richard de Bury, évêque de Durham, et plusieurs cardinaux pour négocier un règlement de la guerre de Cent Ans. Entretemps, Édouard III tente de gagner des alliés et se rend à Coblence pour y rencontrer l'empereur Louis IV. En janvier et février 1339, Stratford se rend lui-même auprès de Louis et recueille d'importantes informations sur les préparatifs de guerre français. En mai 1339, il se porte garant à Anvers des dettes que le roi Édouard y a contractées et de ses accords avec les marchands italiens Bardi. À Marcoing, il sert comme le principal conseiller de l'héritier du trône Édouard de Woodstock. Après la mort de Richard de Wentworth le 8 décembre 1339, Jean de Stratford reçoit une troisième fois le poste de chancelier. À présent, Édouard III cherche à mener une expédition en Flandre pour y déstabiliser Philippe VI de Valois, mais l'archevêque tente de le dissuader de mener une campagne à si grands risques. Contrairement au roi, il semble avoir pensé que la guerre ne pourrait être achevée rapidement par une victoire décisive contre les Français. Néanmoins, Édouard entame sa campagne et, le 28 avril 1340, Jean de Stratford abandonne une fois pour toutes sa fonction de chancelier en faveur de son frère Robert. L'expédition royale commence par un succès naval le 24 juin lors de la bataille de L'Écluse, mais sa petite armée ne peut espérer vaincre les troupes françaises et Édouard III doit conclure la trêve d'Esplechin le 25 septembre.

### Crise politique avec Édouard III
Dans la nuit du 29 au 30 novembre 1340, Édouard III, humilié par son échec, revient soudainement à Londres et abat sa colère sur les membres de son administration qui ont gouverné l'Angleterre pendant son absence. Le roi pense que Jean de Stratford, en particulier, n'a pas réussi à lui fournir les fonds nécessaires à la guerre. Ses accusations donnent lieu à un long différend entre les deux hommes. Édouard envoie Nicolas de Cantiloupe, 3e baron Cantiloupe, à Canterbury et le charge de signifier à l'archevêque qu'il le considère responsable de ses dettes envers les marchands de Louvain. Stratford est informé qu'il doit en conséquence se rendre à Louvain et régler les dettes, mais avant cela, il est convoqué à Londres auprès du roi pour rendre compte de ses actions. Le prélat hésite à se rendre à Londres parce qu'il craint pour sa sécurité. Le 29 décembre 1340, il répond publiquement aux accusations royales en se plaignant ouvertement pendant qu'il célèbre la messe à la cathédrale de Canterbury qu'il est devenu impliqué dans les affaires séculières. Il demande à ses auditeurs de lui pardonner, mais il reproche au roi d'avoir à ses côtés des hommes qui le haïssent et le dénigrent comme un traître. Ces hommes seraient, selon lui, également responsables de l'arrestation de greffiers et de juges, ce qui violerait les dispositions de la Magna Carta de 1215. Selon les dispositions des conseils royaux convoqués à Oxford en 1222, à Reading en 1279 et à Lambeth en 1281, il menace d'excommunication ceux qui oseront violer la Magna Carta. 
Le 31 décembre 1340, Jean de Stratford fait distribuer à tous les évêques du royaume la lettre Sacrosancta ecclesia, une défense tranchante des droits ecclésiastiques rédigée par son neveu Ralph de Stratford, évêque de Londres et doyen de la province ecclésiastique de Canterbury. Le prélat écrit par ailleurs au roi un avertissement spirituel dans lequel il se réfère au roi Roboam qui, dans l'Ancien Testament, n'a pas écouté les conseils des sages et des vieillards. Il rappelle à Édouard III son serment de couronnement de respecter la volonté du clergé, du baronnage et du peuple ainsi que la négligence envers cette clause particulière dont a fait preuve son père Édouard II, ce qui a conduit à sa déposition en 1327. Peu impressionné par ces remontrances, le roi envoie son intendant Ralph de Stafford pour persuader l'archevêque de retourner à Londres. Jean de Stratford refuse cependant de répondre aux convocations royales avant que le roi ne lui ait promis un sauf-conduit. Le 28 janvier 1341, il se plaint à Robert Bourchier, son successeur au poste de chancelier, que le clergé anglais a accepté d'accorder au roi une dîme sur leurs revenus de l'année dernière[C'est-à-dire ?]. Toutefois, il souligne que cette taxe n'a été approuvée qu'à la condition que le clergé n'ait pas à payer d'autres taxes au cours de la même année, même si elles étaient décidées par le Parlement. La même année, cependant, le roi a exigé une neuvième taxe sur tous les moutons et les toisons du clergé, qui a donc été, selon Stratford, prélevée illégalement et au mépris de l'accord préalablement conclu. 
Jean de Stratford envoie peu après deux autres lettres aux évêques du royaume. Dans la première, il leur explique la plainte qu'il a signalée au chancelier Bourchier, tandis que dans la seconde, il déplore les exigences financières élevées imposées au clergé, qu'il considère comme sans fondement juridique. En février 1341, le roi répond à ces déclarations en publiant le Libellus famosus, dans lequel l'archevêque de Canterbury est directement accusé de troubler la paix du royaume. L'auteur de cet écrit demeure inconnu, mais le nom d'Adam Orleton, évêque de Winchester, a été fréquemment prononcé. L'archevêque rétorque à ces accusations en publiant les Excusaciones au mois de mars, dans lesquelles il justifie ses actions de la manière la plus neutre possible. En outre, l'écrit de Jean de Stratford contient en préface un traité sur la philosophie politique dans lequel il se présente comme un ancien homme d'État face à un jeune roi obstiné. Il l'accuse de s'être entouré de mauvais conseillers qui porteraient des accusations fausses et injustifiées contre lui, comme dans le Libellus famosus. Il poursuit point par point les accusations portées contre lui, les réfute et défend ses actions. De plus, il souligne qu'il n'aurait reçu aucune récompense ou faveur du roi pour ses efforts et ses mérites. Le Libellus famosus ne refléterait, selon lui, que la malice de ses auteurs. L'archevêque conclut que s'il doit répondre de sa conduite en tant que chancelier, seul le Parlement peut le convoquer à cet effet. En représailles, Édouard III développe son opinion sur le sujet dans le Cicatrix cordium superbia.

### Retrait des affaires, dernières années et mort
À la suite de ces accusations, Jean de Stratford désire se présenter devant le Parlement réuni à Westminster le 23 avril 1341. Cependant, en entrant dans la salle, Ralph de Stafford et John Darcy bloquent son chemin et l'amènent à l'Échiquier, où il doit répondre de son refus de payer la neuvième taxe sur le revenu de la laine. Cet interrogatoire demeure sans résultat, après quoi Stratford est autorisé à rencontrer les autres évêques à Westminster. Mais lorsqu'il veut retourner à Westminster avec son neveu Ralph, évêque de Londres, et son frère Robert, devenu entretemps évêque de Chichester, on lui refuse à nouveau l'accès. Néanmoins, les gardes royaux évitent de faire usage de violence contre lui. Si John Darcy et William Kilsby, tous deux d'ardents adversaires de l'archevêque, se précipitent vers lui et s'apprêtent à le molester, la présence de conseillers modérés du roi évite à Stratford d'être violenté, ces derniers demandant en outre qu'un comité composé de huit barons séculiers et de quatre évêques enquête sur les allégations contre lui. Le 2 mai, Stratford propose de nouveau de répondre devant le Parlement et, le lendemain, une délégation de magnats et d'évêques se présente devant le roi pour défendre l'archevêque. Sur ce, il est officiellement réhabilité et, le 23 octobre, le roi et le prélat se réconcilient officiellement à Westminster, l'archevêque étant même autorisé à se défendre contre les accusations les plus graves portées contre lui. Mais ce n'est qu'en 1343 qu'Édouard III ordonne la levée des accusations contre Stratford.
Bien que Jean de Stratford soit de nouveau déclaré innocent des accusations portées contre lui par des lettres patentes en 1346, il a perdu une grande partie de son importance politique en raison de son conflit avec Édouard III et ne regagnera jamais l'influence dont il disposait au cours des années 1330. Mais les relations redeviennent bonnes entre le roi et le prélat, qui préside même par intermittences le conseil pendant l'absence du roi lors de ses campagnes militaires en Flandre et en France en 1345-1346. L'assertion selon laquelle l'archevêque aurait été complètement discrédité et humilié après 1341 ne semble pas partagée par les chroniqueurs de l'époque ou les historiens actuels, qui soulignent que Stratford semble tout de même exercer une certaine influence sur la politique du royaume entre 1342 et sa mort, au point qu'il est même surnommé dux regis dans l'Historia Roffensis, écrite par le chroniqueur William de Dene, qui travaille pour Hamo Hethe, évêque de Rochester, et qui semble avoir une vue assez neutre sur les événements de 1340-1341. En juin 1348, l'archevêque de Canterbury tombe gravement malade alors qu'il se trouve à Maidstone. Jean de Stratford meurt finalement le 23 août suivant à Mayfield and Five Ashes (en), dans le Sussex. Après sa mort, il est inhumé le 9 septembre 1348 dans la cathédrale de Canterbury, où son monument funéraire est conservé sur le côté Sud du chœur et son gisant est réalisé en albâtre, même s'il est de nos jours endommagé, comme il l'avait demandé dans son testament.
Bien que le registre des documents du mandat d'archevêque de Jean de Stratford n'ait pas été conservé, plusieurs de ses documents sont conservés par d'autres sources et permettent de prouver que le prélat était un législateur remarquable, rédigeant des ordonnances détaillées pour la conduite des tribunaux de Canterbury, tandis que trois ensembles de constitutions provinciales s'appliquant à son archidiocèse, publiées entre 1341 et 1343, lui sont attribuées. La première édition n'est apparemment qu'un brouillon, tandis que la deuxième traite principalement de l'administration de l'Église et de la discipline spirituelle. La troisième édition vise quant à elle à préserver les privilèges de l'Église et à établir des règles pour régler les conflits entre les membres du clergé et les laïcs, dans ce qui est probablement un écho à la propre crise politique de 1340-1341 dont il a été l'un des acteurs principaux. L'archevêque Stratford est reconnu en son temps pour être un bienfaiteur de l'hôpital St Thomas the Martyr à Canterbury, plus connu sous le nom d'Eastbridge Hospital Pilgrims' Hostel. Mais surtout, il privilégie sa ville natale de Stratford-upon-Avon, où il fonde en 1331 un monastère collégial. Il agrandit cette fondation en 1336 et veille à ce que l'église paroissiale de Stratford-upon-Avon soit subordonnée au monastère. En 1345, la fondation reçoit une confirmation papale. En raison de son rang d'archevêque qui fait de lui le chef du clergé d'Angleterre, Jean de Stratford acquiert une fortune considérable au cours de son archiépiscopat et laisse à sa mort un patrimoine estimé à plus de 6 509 livres.

## Postérité
Depuis le XIVe siècle, les opinions se sont révélées partagées quant au caractère, aux intentions et à la stature de Jean de Stratford. Certains chroniqueurs, au vu de ses actions en 1340-1341, le considèrent comme un adversaire de la couronne et le comparent à ses prédécesseurs John Peckham et Robert Winchelsey, qui ont eux-mêmes longuement lutté face au roi Édouard Ier. Pourtant, les historiens actuels lui attribuent un rôle important dans la modération opérée dans le cadre du changement de monarque en 1326-1327. Comme le soutient William Stubbs au XIXe siècle, Stratford constitue la « tête du parti lancastrien ou constitutionnel » qui, à l'instar des doléances présentées par Henri de Lancastre en 1328, réclame un rôle croissant du Parlement dans les affaires du royaume et il n'hésite pas à mettre potentiellement sa carrière en péril en soutenant la rébellion de Lancastre en 1329 afin de défendre ses principes.
Bien qu'il ait œuvré longuement pour préserver la paix dans le royaume, le prélat est forcé d'accepter en 1337 l'inévitabilité de la guerre avec la France, mais il se bat pour qu'Édouard III ne tente pas d'abuser de ses prérogatives au cours de cette période. Ardent défenseur des libertés de l'Église, il n'accepte pas la suppression des droits ecclésiastiques en Angleterre malgré le conflit franco-anglais. En raison de son expérience pendant le règne difficile et la chute d'Édouard II, Stratford ne semble pas avoir été prêt à diriger une véritable opposition politique à son successeur en 1340-1341. D'ailleurs, peu de personnes se sont impliquées pendant la crise qui l'oppose au roi. En fin de compte, cependant, la défense raisonnée et compréhensible de ses droits ecclésiastiques pendant son conflit avec Édouard III a été utile au souverain, qui a agi modérément pendant le reste de son règne et a appris à rechercher le soutien de l'Église dans le cadre de sa politique.